# Bledsoe
Bledsoe — метеорит-хондрит масою 30500 грам.